# Cnidoscolus matosii
Cnidoscolus matosii là một loài thực vật có hoa trong họ Đại kích. Loài này được León mô tả khoa học đầu tiên năm 1941.